# یرمحمدوو
یرمحمدوو (انگلیسی: Yermukhametovo) یک شهرک در شهرستان تویمازینسکی استان باشقیرستان کشور روسیه است.